# Хансен, Курт
Курт Хансен (дат. Curt Hansen; род. 18 сентября 1964, Тённер) — датский шахматист, гроссмейстер (1985).
Чемпион Европы (1981/1982) и мира (1984) среди юношей. Чемпион Дании (1984 и 1985). Пять раз возглавлял сборную Дании на олимпиадах (1984, 1988—1990, 1996 и 2000). 
Лучшие результаты в других международных соревнованиях: Эсбьерг (1982, 1983 и 1985) — 3—4-е, 1-е и 4-е; Фарум (1983) — 1—2-е; Силькеборг (1983) — 3—4-е; Копенгаген (1983 и 1985) — 3—7-е и 2—4-е; Боргарнес (1985) — 1—2-е; Хельсинки и Иерусалим (1986) — 3-е; Рейкьявик (1986) — 2—8-е; Торсхавн (1987; чемпионат северных стран) — 2—4-е; Лугано (1987) — 2—6-е места. В 1984 выиграл матч у Р. Кнаака 2 : 0, в 1985 — у Я. Плахетки — 5½ : ½.

## Изменения рейтинга
| График не отображается по техническим причинам. Чтобы исправить это, воспроизведите график в новом формате, если это возможно. |